# Canton de Boëge
Le canton de Boëge est un ancien canton français, situé dans le département de la Haute-Savoie. Le chef-lieu de canton se trouvait à Boëge. Il disparait lors du redécoupage cantonal de 2014 et les communes rejoignent le nouveau canton de Sciez.

## Géographie
Le canton de Boëge correspond à la vallée de Boëge appelée également vallée Verte.

## Composition
Le canton de Boege regroupait les communes suivantes :
| Nom                  | Code Insee | Intercommunalité      | Superficie (km2) | Population (dernière pop. légale) | Densité (hab./km2) |
| -------------------- | ---------- | --------------------- | ---------------- | --------------------------------- | ------------------ |
| Boëge (chef-lieu)    | 74037      | CC de la Vallée Verte | 16,00            | 1 681 (2014)                      | 105                |
| Bogève               | 74038      | CC de la Vallée Verte | 7,00             | 1 032 (2014)                      | 147                |
| Burdignin            | 74050      | CC de la Vallée Verte | 9,87             | 612 (2014)                        | 62                 |
| Habère-Lullin        | 74139      | CC de la Vallée Verte | 8,86             | 952 (2014)                        | 107                |
| Habère-Poche         | 74140      | CC de la Vallée Verte | 11,96            | 1 340 (2014)                      | 112                |
| Saxel                | 74261      | CC de la Vallée Verte | 5,63             | 448 (2014)                        | 80                 |
| Saint-André-de-Boëge | 74226      | CC de la Vallée Verte | 12,60            | 568 (2014)                        | 45                 |
| Villard              | 74301      | CC de la Vallée Verte | 7,42             | 757 (2014)                        | 102                |

## Histoire
Lors de l'annexion du duché de Savoie à la France révolutionnaire en 1792, la vallée Verte, qui se trouve dans le département du Mont-Blanc, est partagée entre les cantons de Viuz (Boëge, Bogève, Burdignin, Saint-André-de-Boëge et Villard) dans le district de Cluses et ceux de Bons (Saxel) et Lullin (Habère-Lullin, Habère-Poche), dans le district de Thonon. Avec la réforme de 1800, les communes sont dans le nouveau département du Léman partagées entre les cantons de Viuz-en-Sallaz (arrondissement communal de Bonneville), et de Thonon (arrondissement communal de Thonon).
En 1814, puis 1815, le duché de Savoie retourne dans le giron de la maison de Savoie. Les communes sont réparties, selon les réformes de 1816 et 1837, dans les mandements sardes soit au sein de la province du Faucigny soit dans celle du Chablais.
Au lendemain de l'Annexion de 1860, le duché de Savoie est réunis à la France et retrouve une organisation cantonale, au sein du nouveau département de la Haute-Savoie (créé par décret impérial le 15 juin 1860). Le canton de Boëge est créé par décret du 20 décembre 1860. Les communes de Boëge, Bogève, Burdignin, Habère-Lullin, Habère-Poche, Saint-André-de-Boëge, Saxel et Villard proviennent des cantons de Saint-Jeoire et de Thonon. Le décret du 12 janvier 1939, le canton de Boëge est déplacé de l'arrondissement de Bonneville vers celui de Thonon-les-Bains. Le redécoupage cantonal de 2014 met fin au canton dont les communes sont réunies au nouveau canton de Sciez.

## Représentation

### Conseillers généraux de 1861 à 2015
| Période | Période          | Identité                | Étiquette                | Qualité                                                                     |
| ------- | ---------------- | ----------------------- | ------------------------ | --------------------------------------------------------------------------- |
| 1861    | 1871             | François-Antoine Dumont | Conservateur             | Avocat, maire de Boëge                                                      |
| 1871    | 1887 (décès)     | François Mouchet        | Républicain              | Juge de paix                                                                |
| 1887    | 1895             | Claude Saillet          | Républicain              | Professeur en retraite                                                      |
| 1895    | 1919 (démission) | Eugène Charrière        | Républicain              | Huissier puis juge de paix à Reignier                                       |
| 1919    | 1934             | Arthur Dufour           | Droite                   | Commerçant à Boëge                                                          |
| 1934    | 1940             | Louis Guillermin        | DVD                      | Notaire - Maire de Boëge (1935-1965) Nommé conseiller départemental en 1942 |
|         |                  |                         |                          |                                                                             |
| 1945    | 1964             | Louis Guillermin        | DVD                      | Notaire - Maire de Boëge (1935-1965)                                        |
| 1964    | 2001             | Raymond Bouvier         | DVD puis CD puis UDF-CDS | Exploitant agricole Sénateur (1977-1995) Maire de Bogève                    |
| 2001    | 2015             | Joël Baud-Grasset       | RPR puis UMP             | Agriculteur à Bogève Elu en 2015 dans le Canton de Sciez                    |

### Conseillers d'arrondissement (de 1861 à 1940)
| Période                                  | Période          | Identité                  | Étiquette   | Qualité |
| ---------------------------------------- | ---------------- | ------------------------- | ----------- | --- |
|                                          | 1890 (démission) | Louis Saillet             | Républicain | Notaire à Boëge                                                                                             |
|                                          |                  |                           |             | |
| av.1911                                  | 1914 (décès)     | Jules Duret (1846-1914)   |             | Cultivateur, maire de Habère-Lullin, Président du Conseil d'arrondissement                                  |
|                                          |                  |                           |             | |
| 1922                                     |                  | M. Molliet                |             | |
|                                          |                  |                           |             | |
| av.1934                                  | 1940             | Humbert Duret (1881-1962) | URD         | Cultivateur et menuisier, maire de Habère-Lullin                                                            |
| 1940                                     |                  |                           |             | Les conseils d'arrondissement ont été suspendus par la loi du 12 octobre 1940 et n'ont jamais été réactivés |
| Les données manquantes sont à compléter. |                  |                           |             | |